# Joseph Mahmoud
Joseph Mahmoud (Safi, 13 dicembre 1955) è un ex siepista francese.

## Palmarès
- Giochi olimpici

Los Angeles 1984: argento nei 3000 metri siepi.
- Giochi del Mediterraneo

Casablanca 1983: oro nei 3000 metri siepi.
- Giochi della Francofonia

Casablanca 1989: bronzo nei 3000 metri siepi.

## Altre competizioni internazionali
1984
- Oro al Memorial Van Damme ( Bruxelles), 2000 m siepi - 5'30"7

1985
- 6º in Coppa del mondo ( Canberra), 3000 m siepi - 8'50"86
- Argento al Memorial Van Damme ( Bruxelles), 3000 m siepi - 8'11"07

1989
- Argento all'Herculis ( Monaco), 3000 m siepi - 8'17'75"